# Anas Bani Yaseen
Anas Bani Yaseen (en árabe: أَنَس وَلِيْد خَالِد بَنِيّ يَاسِيْن‎; Irbid, Jordania; 29 de noviembre de 1988) es un futbolista de Jordania que juega en la posición de defensa central con el Al-Faisaly Amman de la Liga Premier de Jordania.

## Carrera

### Club
| Periodo   | Club                   |
| --------- | ---------------------- |
| 2006–2009 | Al-Arabi Irbid         |
| 2009–2011 | Najran SC              |
| 2011–2012 | Qadsia SC              |
| 2012      | → Al-Wahda FC (cedido) |
| 2012–2013 | Al-Dhafra              |
| 2013–2014 | Al-Arabi Irbid         |
| 2014–2015 | Al-Raed                |
| 2015–2016 | Al-Hussein Irbid       |
| 2016–2017 | Al-Ramtha SC           |
| 2017      | Shabab Al-Ordon Club   |
| 2017–2019 | Al-Faisaly Amman       |
| 2019–2020 | Foolad FC              |
| 2020–2021 | Al-Markhiya SC         |
| 2021–     | Al-Faisaly Amman       |

### Selección nacional
Jugó para Jordania en 107 ocasiones de 2008 a 2022 y anotó 7 goles; participó en tres ediciones de la Copa Asiática.

## Logros
- Liga Premier de Jordania (1): 2018-19
- Copa de Jordania (2): 2018-19, 2021
- Copa FA Shield de Jordania (1): 2022
- Supercopa de Kuwait (1): 2011

## Estadísticas

### Goles con selección nacional
| # | Fecha      | Sede                                        | Rival     | Marcados | Resultado | Torneo                                               |
| - | ---------- | ------------------------------------------- | --------- | -------- | --------- | ---------------------------------------------------- |
| 1 | 27-5-2009  | King Abdullah II Stadium, Amman, Jordania   | Congo     | 1–0      | 1–1       | Amistoso                                             |
| 2 | 3-3-2010   | King Abdullah II Stadium, Amán, Jordania    | Singapur  | 2–1      | 2–1       | Clasificación para la Copa Asiática 2011             |
| 3 | 11-10-2011 | Jalan Besar Stadium, Singapur               | Singapur  | 2–0      | 3-0       | Clasificación para la Copa Mundial de Fútbol de 2014 |
| 4 | 5-6-2015   | Maltepe Stadium, Estambul, Turquía          | Kuwait    | 2–0      | 2–2       | Amistoso                                             |
| 5 | 21-3-2018  | King Abdullah II Stadium, Amán, Jordania    | Kuwait    | 1–0      | 1–0       | Amistoso                                             |
| 6 | 20-5-2018  | Amman International Stadium, Amán, Jordania | Chipre    | 1–0      | 3–0       | Amistoso                                             |
| 7 | 6-1-2019   | Hazza bin Zayed Stadium, Al Ain, UAE        | Australia | 1–0      | 1–0       | Copa Asiática 2019                                   |